# 이완 묘 및 정려각
이완 묘 및 정려각은 대한민국 경기도 용인시 수지구 고기동에 있다. 2001년 4월 18일 용인시의 향토문화재 제51호로 지정되었다.

## 개요
이완장군(1579∼1627)은 조선 선조 때의 무신으로  충무공 이순신의 조카다. 임진왜란 당시 충무공 이순신을 보좌했고 노량해전에서는 충무공 이순신의 유훈을 지켜 승리로 이끌었다. 조선 인조때는 이괄의 난을 평정한 공이 있었다. 1627년(조선 인조 5년) [정묘호란]] 당시 의주부윤으로 봉직하던 도중 후금군과 맞서 분전 끝에 자폭으로 자결하였다. 사후에 병조판서(兵曹判書)로 추증되었다. 이완의 증조부인 풍암공 이백록의 묘가 1519년경 수진면 고기리 산 18-1 임야에 조성된 이래 이완의 묘도 수진면 고기리(손기마을)로 안치되었다. 1692년(조선 숙종 18년) 강민공(剛愍公)으로 시호되었고 1704년(조선 숙종 30년) 수진면 고기리(손기마을)에 정려각을 세웠으며, 축조된 정려각은 고기리 167번지에 위치했었다. 하지만 훼손이 심하여 보수한 적이 있었다. 2001년 이완 묘와 더불어 용인시 문화재 향토유적 51호로 지정되면서 지금의 자리(수지구 고기리 산 20-1번지)로 개축하게 되었다.